# Pyroderces
Pyroderces ist eine Gattung von Schmetterlingen aus der Familie der Prachtfalter (Cosmopterigidae).

## Merkmale
Der Kopf ist vorn leicht gestreckt. Die Augen sind rot pigmentiert. Die Labialpalpen sind sehr lang, gebogen und beschuppt. Die Vorderflügel sind schmal und lanzettlich. Der Apex ist verlängert und läuft spitz zu. Die Vorderflügel haben eine gelbliche bis rötliche Grundfärbung und sind mehr oder weniger deutlich mit Binden oder Flecken gezeichnet. Die Hinterflügel sind sehr schmal und länglich.
Bei den Männchen ist das Tegumen breit, etwas gewölbt und dorsal mit einem verstärkenden Kamm versehen. Die rechte Hälfte ist größer als die linke. Die Brachia sind gut sklerotisiert und leicht gekrümmt. Das rechte Brachium ist ungefähr anderthalb mal so lang wie das linke. Die Valven sind einfach, spatelförmig bis lang und schmal. Die Valvellae sind stark asymmetrisch. Die linke Valve ist lang und schlank, die rechte ist nur rudimentär ausgebildet oder fehlt völlig. Der Aedeagus ist sehr kurz. Er verjüngt sich distal, hinten besitzt er einen sklerotisierten Ring, der häufig flanschförmig ist. Die Manica ist sehr lang, verjüngt sich distal und hat häufig eine gekrümmte Spitze. Die seitlichen Loben des 8. Segments sind rundlich oder länglich.
Bei den Weibchen sind die Apophyses posteriores etwas länger als die Apophyses anteriores. Das Ostium ist sehr klein und ist von einem sklerotisierten Kranz umgeben. Das Sterigma ist leicht asymmetrisch. Der Ductus bursae ist lang und schmal. Das Corpus bursae ist oval oder länglich und mit zwei verschieden großen Signa und häufig mit Reihen kleiner sklerotisierter Plättchen versehen.

## Verbreitung
Die Vertreter der Gattung sind in der Paläarktis und in Afrika beheimatet. Das Verbreitungsgebiet reicht in Europa im Norden nur bis Mitteleuropa.

## Biologie
Die Raupen leben in den Blütenkörben von Korbblütlern (Asteraceae). Dort fressen sie die Samen oder erbeuten andere Insekten.

## Systematik

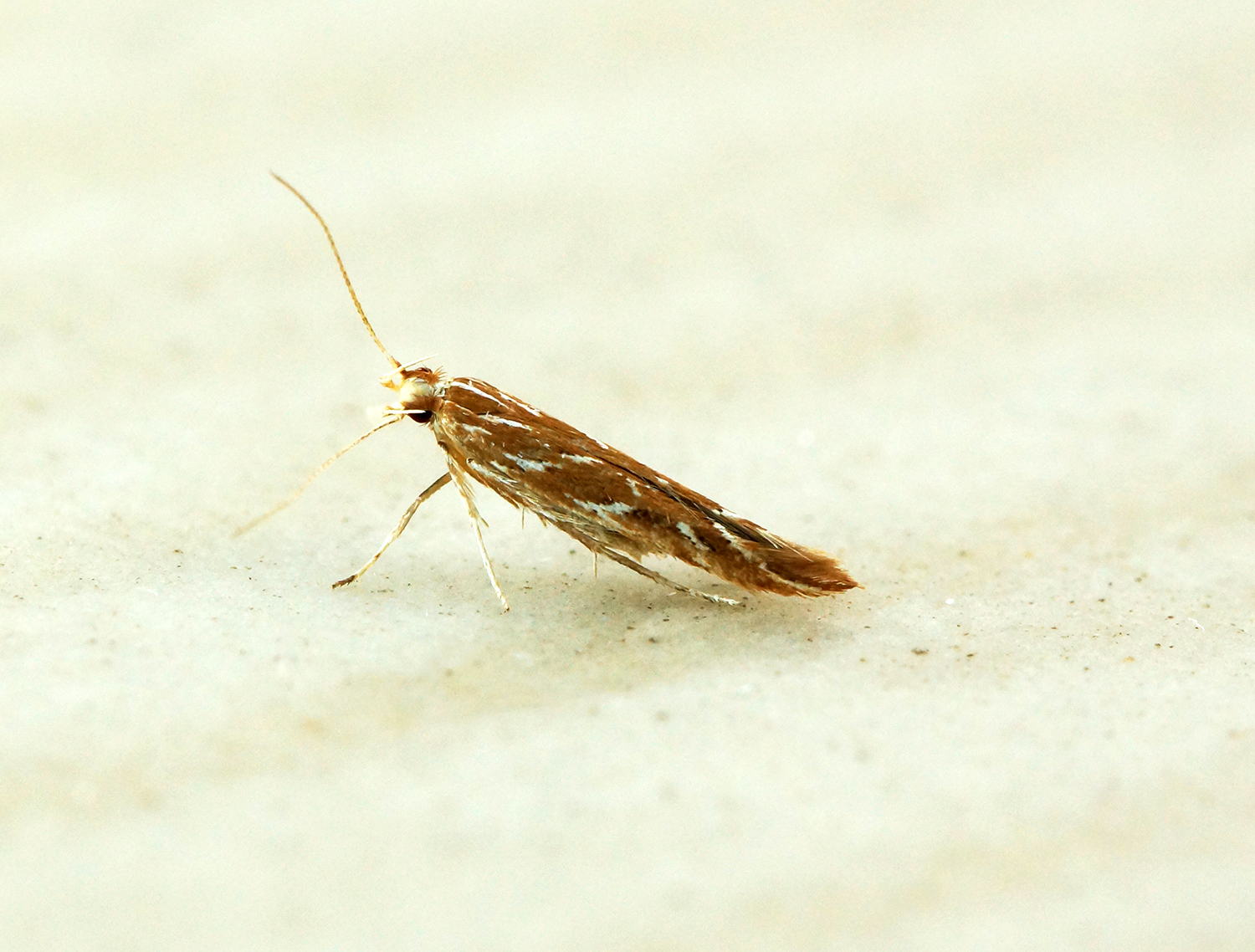
Pyroderces argyrogrammos

In Europa ist die Gattung Pyroderces  mit sechs Arten vertreten. Die folgende Artenliste basiert auf dem von Sinev 2002 erstellten World catalogue of cosmopterigid moths und wurde um weitere Arten ergänzt. Die Typusart der Gattung ist Pyroderces goldeggiella Herrich-Schäffer, 1853 (=Pyroderces argyrogrammos (Zeller, 1847)).
- Pyroderces albistrigella (Möschler, 1890) (Puerto Rico)
- Pyroderces apicinotella (Chrétien, 1915) (Tunesien, Libyen, Irak)
- Pyroderces argobalana Meyrick, 1915 (Australien, Queensland)
- Pyroderces argyrogrammos (Zeller, 1847) (Italien, Sizilien)
- Pyroderces arsitricha (Meyrick, 1927) (Samoa)
- Pyroderces bifurcata Zhang & Li, 2009 (China, Wuqing)
- Pyroderces brosi Riedl, 1969 (Italien)
- Pyroderces caesaris Gozmany, 1957 (Ungarn)
- Pyroderces dimidiella (Snellen, 1885) (Sulawesi)
- Pyroderces diplecta Meyrick, 1935 (Sri Lanka)
- Pyroderces eupogon Turner, 1926 (Australien, New South Wales)
- Pyroderces hapalodes Turner, 1923 (Australien, Queensland)
- Pyroderces klimeschi Rebel, 1938 (Ungarn)
- Pyroderces melanosarca Meyrick, 1937 (Java)
- Pyroderces narcota (Meyrick, 1909) (Südafrika, Transvaal)
- Pyroderces ocreella Viette, 1955 (Madagaskar)
- Pyroderces orientella Sinev, 1993 (Region Primorje)
- Pyroderces phaeostigma Bradley, 1961 (Salomon-Inseln)
- Pyroderces pogonias Turner, 1923 (Australien, New South Wales)
- Pyroderces sarcogypsa (Meyrick, 1932) (Japan, Honshū)
- Pyroderces syngalactis Meyrick, 1928 (Neue Hebriden)
- Pyroderces tenuilinea Turner, 1923 (Australien, Queensland)
- Pyroderces tethysella Koster & Sinev, 2003 (Spanien, Tunesien, Tadschikistan)
- Pyroderces wolschrijni Koster & Sinev, 2003 (Spanien, Marokko, Malta)

## Belege
1. 1 2 3 4  J. C. Koster, S. Yu. Sinev: Momphidae, Batrachedridae, Stathmopodidae, Agonoxenidae, Cosmopterigidae, Chrysopeleiidae. In: P. Huemer, O. Karsholt, L. Lyneborg (Hrsg.): Microlepidoptera of Europe. 1. Auflage. Band 5. Apollo Books, Stenstrup 2003, ISBN 87-88757-66-8, S. 123 (englisch).
2. ↑  Pyroderces argyrogrammos bei Fauna Europaea. Archiviert vom Original im Internet Archive. Abgerufen am 18. Januar 2012
3. ↑  S. Yu. Sinev (2002): World catalogue of cosmopterigid moths (Lepidoptera: Cosmopterigidae). Proceedings of the Zoological Institute, St. Petersburg, Band 293, Seite 95–119
4. ↑  Zhiwei Zhang & Hohoun Li (2009): The genus Pyroderces Herrich-Schäffer new to China, with description of a new species (Lepidoptera, Cosmopterigidae). Zootaxa 2272, Seite 63–68